# 北斗の拳 (ファミリーコンピュータ)
『北斗の拳』（ほくとのけん）は、ショウエイシステムが開発し東映動画より発売されたファミリーコンピュータ用ゲームソフト。原哲夫の漫画作品『北斗の拳』、およびそれを原作として同社が製作したテレビアニメを題材としている。
1986年8月10日に第1作が発売。その後シリーズ化され、計4作品が発売された。本項では、ファミリーコンピュータ用として発売されたこれら4作品について記述する。
なお、開発元のショウエイシステムは1999年に倒産しており、2018年7月7日発売のニンテンドークラシックミニ ファミリーコンピュータ 週刊少年ジャンプ50周年記念バージョンには『北斗の拳』と『北斗の拳3 新世紀創造 凄拳列伝』の収録に当たっては著作権法第67条の2第1項の規定に基づく申請を行い、同項の適用を受けた。

## 北斗の拳
前述の通り1986年8月10日に東映動画より発売された。ジャンルは横スクロール型のアクションゲームである。
プレイヤーはケンシロウとなって、数々の雑魚キャラクターやステージの最後に待ち受けるボスたちを倒しながら進んでいく。ゲーム中のアクションとしてパンチ・キック・ジャンプ・しゃがみが可能。雑魚なら、パンチは数発当てることによって秘孔を突いた状態になり、爆裂させて倒すことができる。キックならば、単に斜め後方に吹き飛ばされるのみ。本作は左スクロールで進行し、以下のように特徴的な点が多い。
- 独特な高さと速度を持つジャンプ
- 赤い雑魚を倒すと出る「あべし」という文字を集めると最大7段階までパワーアップする（後述）
- AB同時+上を入力して扉に入る
- 接触不良を思わせるような廃墟マップの描画
- 正誤は特定の条件を満たさないと分からないワープ扉
- プレイヤー側が素手であるのに対してザコは容赦なく飛び道具を使う

特に二番目の点から昨今ではバカゲー扱いされることもあるが、原作やテレビアニメの絶大な人気、当時絶頂であったファミコンブームの勢いにも乗って売上150万本とミリオン達成のソフトになった。

### HITカウンターとエネルギーメーター
雑魚を1人倒すごとにHITカウンターが1つずつ増える。
雑魚を10人倒すごとに、エネルギーメーターが1メモリ分回復する（メモリは全部で20メモリ）。
ボスを倒してもHITカウンターは増えないが、倒した時点で持っているエネルギーの半分が、ボーナスエネルギーとしてエネルギーメーターに加算される。
HITカウンター200ごとに、ケンシロウが1人増える（最高9人まで）。

### パワーアップシステム
赤い雑魚を正拳突きで倒すと出る「あべし」という文字を集めると、スコアが3000点加算され、最大7段階までパワーアップする。
| ★ | 効果 |
| - | --- |
| 1 | ジャンプ力が倍になり、飛び蹴りができる。 |
| 2 | 二指真空把が使用できるようになる。 |
| 3 | Bボタンを1回押すだけで、上・中・下段の3連速射蹴りができる。 |
| 4 | 地上でなら、Aボタンを1回押すだけで、上・中・下段の3連速射正拳突きができる。 |
| 5 | 歩く速さとジャンプへの反応が俊敏になる。 |
| 6 | 空中でも、上・中・下段の3連速射正拳突きができる。 |
| 7 | ★の数が7つになった瞬間、上着がはじけて上半身裸になるエフェクトが発生する。建物入口に現れるリンが嘘をつかなくなる（ステージ5を除く）。ラオウとの対決時には、闘気のバリアーをまとえる。 |

### 主な登場キャラクター（『北斗の拳』）
北斗の拳の登場人物一覧および以下のリンク先も併せて参照のこと。
ケンシロウ（ケン）
本作の主人公。
ハート
ステージ1のボス。
巨体と分厚い脂肪を擁した肉体を武器に襲い掛かってくる。パンチを繰り出しながら体当たりで突進し、巨体の割に動きは機敏である。
原作同様に、腹へのキックを10発当て腹の肉を取り除いてからパンチを当てて倒すと「北斗柔破斬」という技名が表示される。
シン
ステージ2のボス。
動きが素早くジャンプ力を生かして遠隔戦を仕掛ける。紫色のレーザー砲のような真空波を撃ってくる。
特定の位置でパンチを10発当てると、ケンシロウとシンの左右の位置関係により「北斗百裂拳」もしくは「北斗千手壊拳」という技名が表示される。
ジャギ
ステージ3のボス。
攻撃パターンはシンと同様で、加えて数発の銃弾とタックル攻撃を仕掛ける。
空中でジャンプキックを4発当て、ジャギが着地したときにパンチを入れると「醒鋭孔」という技名が表示される。
サウザー
ステージ4のボス。
攻撃はジャンプを繰り返し、三方向に真空波を撃ってくる。この攻撃パターンは後にゲームボーイ版などでも採用されている。
空中でパンチを3発当て着地したときに蹴りを入れると、「北斗有情猛翔破」という技名が表示される。
ラオウ
ステージ5のボスで、本作の最終ボス。
これまで対戦したボスより一回り長身で攻撃力は高い。また、2段階の手順を踏まなければ倒す事が出来ず、最初は兜を壊さなければダメージを与えられない。その際も闘気を撃ってくる。兜を取った後も接近すれば大ダメージを受けてしまう。このゲームでは最強のボスで、他のシリーズと比べてもやや強めに設定されている。
他のボスと異なり、条件に関わらず撃破後は直立してこぶしを突き上げて「わが生涯に一片の悔いなし!」の字幕が出る。またケンシロウの体力が減ると、背景に輝く北斗七星に死兆星が出現する。

### 評価（『北斗の拳』）
『ファミリーコンピュータMagazine』の読者投票による「ゲーム通信簿」での評価は以下の通りとなっており、30点満点中19.41点となっている。
| 項目 | キャラクタ | 音楽 | お買得度 | 操作性 | 熱中度 | オリジナリティ | 総合  |
| 得点 | 3.34       | 3.34 | 3.22     | 3.34   | 3.12   | 3.05           | 19.41 |

## 北斗の拳2
1987年4月17日に東映動画より発売された。ジャンルは前作と同じくアクションゲームで、右スクロールとなった。また敵の出す文字に「ひでぶ」が加わった。前作よりもグラフィックの質が向上し、ステージも大幅に増えている。中でも、落とし穴や階段式の進行などこれまでにないユニークな要素も加わっている。セレクトボタンでバスクからソリアまで単独でのボス対戦モードもある。

### パワーアップシステム
本作では、敵の出す文字に「ひでぶ」が追加され、「あべし」および「ひでぶ」を回収してパワーアップを行う。
「ひでぶ」やアイテム（後述）を出す敵は、秘孔を突いたときに基本的に通常の敵とは異なる甲高い効果音を発する。
★の数が4つになるまでは「あべし」を、それ以降は「ひでぶ」を回収する必要があり、★の数が4つ未満の状態では「ひでぶ」を取得しても★は増えず、★の数が4つ以上の状態では「あべし」を取得しても★は増えないがスコアは加算される（あべし：2000点、ひでぶ：3000点）。
パワーアップは最大で7段階存在する。
| ★ | 効果 |
| - | --- |
| 1 | Bボタン押しっぱなしでキックを連打することができる。 |
| 2 | Aボタン押しっぱなしでパンチを連打することができる。 |
| 3 | 二指真空把が使用できるようになる。パンチまたはキックで雑魚敵が放つ飛び道具を弾き返すことが可能で、弾き返した飛び道具で雑魚敵を倒すことも可能。 |
| 4 | 体力が全回復する。 |
| 5 | 歩く速度がアップする。 |
| 6 | 十字キーがニュートラルの状態でA+Bボタン同時押しで、オーラを撃つことができるようになる。空中で撃つことも可能。ボタンの押し方により性質が異なり、Aボタンを押しながらBボタンでパンチに相当するオーラ（秘孔を突くことができる）、Bボタンを押しながらAボタンでキックに相当するオーラを撃つことが可能。オーラのストックは最大7発で、アイテム（後述）を取得するか雑魚敵を一定数倒すごとに追加される。 |
| 7 | 防御力がアップする。★の数が7つになった時点で服が破けて上半身裸になるエフェクトが発生する。 |

### アイテム
ユリアのネックレス（金）
ステージ8を除く特定の場所の画面上部に出現し、取得すると無想転生が発動し一定時間無敵になる。
ユリアのネックレス（銀）
特定の敵に秘孔を突いて倒すと出現する。取得するとオーラのストックが3発分増える。
北斗の旗
特定の敵に秘孔を突いて倒すと出現する。取得すると体力が全回復する。

### ステージ構成
本作では前作よりもステージ数が増え、ステージ8まで（コンティニューを使用した場合はステージ8に到達できず、ステージ7クリアの時点で終了）となっているが、2周目以降は存在しない。
ステージ1：バスクのエリア
単純に前に進んでいくだけの比較的短いステージだが、途中で中ボスのバロナが登場する。また、後半には落ちるとミスになる穴がある。
ステージ2：ゲイラのエリア
ステージ1とはうってかわって迷路のようになっており、比較的長いステージ。画面を上下して進行していく。
ステージ3：反逆者収容所
比較的短めのステージだが、正しい扉に入らなくては先に進めないようになっている。
扉の入り方は前作とは異なり、十字キー右+A+B同時押しとなっている。A+B同時押しの際は右を押しながらA+B同時押しするとオーラを暴発せずに済む。
ステージ4：ソリアの軍
かなり短いステージだが、敵の攻撃が激しくなっている。また、このステージから雑魚敵の耐久力が上がり、2発ヒットさせなくては倒せない。
ステージは短いので、序盤に出現するユリアのネックレス（金）を取得して無想転生で駆け抜けると簡単にソリアの元に辿り着ける。
ステージ5：帝都の門
前に進んでいくのみのステージだが、かなり長く、敵の攻撃も激しい。
ステージ6：ジャコウの軍
全ステージ中最も長いステージで中ボスが3人もいるが、中ボスを倒すと体力が約3分の1回復する（他のステージの中ボスも同様）ので、さほど難しくはない。
道中に、立ち止まると床が抜けて落とされる罠が随所に存在するので注意が必要。
ステージ7：ケンシロウVSファルコ!
敵の攻撃が最も激しく、全ステージ中最高の難度を誇り、ファルコの元に辿り着くのも困難な構成となっている。
ステージ8：ケンシロウVSシュラ
コンティニューを使用せずにステージ7をクリアした場合のみ到達できる。全ステージ中最も短く、敵はボスである無名の修羅（表記はシュラ）しか登場しない。

### 主な登場キャラクター（『北斗の拳2』）
テレビアニメ『北斗の拳2』放映中に発売されたこともあり、敵キャラクターの多くは天帝編からの登場となっている。天帝軍以外の人物については北斗の拳の登場人物一覧および以下のリンク先も併せて参照のこと。
ケンシロウ
本作でも主人公を務める。
バロナ
ステージ1の中ボス。
体格は大柄で、パンチを繰り出す。弱点は頭部のみで、その他の部位に攻撃は通用しないが、頭部に3発ヒットさせれば倒す事ができる。
バスク
ステージ1のボス。
華山獄握爪の使い手で、攻撃力は高い。不用意に接近すると一撃で倒される危険性がある。
ブゾリ
ステージ2の中ボス。
長身で巨漢。アッパーカットのような強烈なパンチ攻撃をする。バロナ同様、頭部に3発ヒットさせれば倒せる。
ゲイラ
ステージ2のボス。
スキンヘッドで小柄な肥満体という原作準拠の風貌で登場する。軟体動物のような動きをして時折ジャンプを見せる以外は動きが鈍く攻撃力はあまりない。幻想回転舞というオリジナルの技を使うが、しゃぼん玉のような輪を放ってくるのみでダメージはあまり受けない。接近戦に持ち込んで、しゃがみパンチを連打すれば簡単に倒せる。
収容所副所長
ステージ3の中ボス。
鞭を使ってくる小男。全身への攻撃が可能。5発ヒットさせれば倒せる。
タイガ
ステージ3のボス。
緑の光を持つ元斗四天王の一人。必殺技は元斗真空滅殺。アニメ版でのみ登場したが、唯一ケンシロウとは対戦が無いキャラクター。白華弾を放ちキック攻撃をしてくるが、単調であまり攻撃力は無い。地形をうまく利用すれば簡単に倒すことができる。
ソリア
ステージ4のボス。
紫の鎧を纏う元斗四天王の一人。ファルコに次ぐ腕を持つ。必殺技は元斗皇拳破の輪。白華弾のスピードと頻度が増え、タイガと異なり強力な突き攻撃を持つため安易に接近戦を試みると一撃で葬られる。
ボルツ
ステージ5のボス。
青の光を持つ元斗四天王の一人。必殺技はゲームオリジナルの元斗流輪破殺。アニメ版でしか登場しなかったが、劇中ではあっさりケンシロウに倒されていた。だが、本作でのボルツはソリアとほぼ同格の強さに設定されている。また登場時はボルツのみ左右どちらからでも現れる。
シーノ
ステージ6の中ボス。
原作で登場する総督ジャコウの次男。アニメではボルツが代役となったが、本作では別の役割で登場。全身への攻撃が可能で、10発ヒットさせれば倒せる。
ジャスク
ステージ6の中ボス。
原作で登場する総督ジャコウの長男。アニメではタイガが代役を務めた。攻撃パターンはシーノと同様で強引に攻め込めばすぐに倒せる。全身への攻撃が可能で、10発ヒットさせれば倒せる。
総督ジャコウ
ステージ6の中ボス。
鉛色の鎧姿で現れる小男。飛び道具系の武器をやたらと放ってくるが、ダメージはほとんど受けない。しゃがんでパンチを連発すれば簡単に倒せる。耐久力は低く、5発ヒットさせれば倒せる。
ブロンザ
ステージ6のボス。
赤い光を持つ元斗四天王の一人。本作でのみ現れるオリジナルキャラクターだが、アニメではショウキが代役を務めた。必殺技は元斗皇拳光の輪。分身して登場するが、ダメージは常時与えることができる（ケンシロウに近い方が本体）。ソリアやボルツと攻撃パターンは変わらない。
ファルコ
ステージ7のボス。
元斗皇拳伝承者金色の将軍。必殺技は元斗皇拳衝の輪。これまでのボスと異なり、強力な破壊力をもつスライディングを仕掛けてくる。スピードは速く、ジャンプでかわさなければ大ダメージを受ける。
なお、コンティニューを使用した場合は、このステージ7が最終ステージとなり、エンディングでは天帝ルイの顔のイラストが登場する。
無名の修羅
ステージ8のボスで、本作の最終ボス。
修羅の国を守る謎の仮面修羅。表記はシュラ。必殺技である滅把妖牙を使ってくるが、攻撃パターンはファルコ同様、威力のあるスライディングと突き攻撃。白華弾を放ってこない分戦いやすい。
なお、コンティニューを使用せずにステージ7をクリアした場合のみこのステージ8に到達し、真のエンディングではファルコの顔のイラストが登場する。エンディングBGMも異なる。

### 奥義
各ステージのボスにおいて、最初の一撃をヒットさせる際に一定の条件を満たすと、その一撃に限りボスの体力を約3分の1を減らすことができ、その状態でボスを倒した場合は奥義が発動する。通常、ボスを倒したときは1万点が加算されるが、奥義で倒した場合は5万点が加算される。
| ボス     | 発動条件                                                     | 奥義名                 |
| -------- | ------------------------------------------------------------ | ---------------------- |
| バスク   | 最初の一撃で頭部にパンチをヒットさせる                       | 北斗破顔拳             |
| ゲイラ   | 最初の一撃で腹部にパンチをヒットさせる                       | 喘破刺倒拳             |
| タイガ   | 最初の一撃で腹部にキックをヒットさせる                       | 北斗八悶九断           |
| ソリア   | 最初の一撃で頭部にパンチをヒットさせる                       | 北斗紫滅光破           |
| ボルツ   | 最初の一撃で足元にキックをヒットさせる                       | 北斗滅殺拳             |
| ブロンザ | 最初の一撃で頭部にキックをヒットさせる                       | 北斗七星拳             |
| ファルコ | 最初の一撃でスライディング中を狙って立ちパンチをヒットさせる | 北斗神拳秘奥義無想戈穴 |
| シュラ   | 最初の一撃で腹部にキックをヒットさせる                       | 北斗神拳秘奥義天破の拳 |

### スタッフ（『北斗の拳2』）
- エグゼクティブ・プロデューサー：平尾三喜
- プロデューサー：SHUICHI SATO、TADAO OKUBO
- ディレクター：YOSHIHIKO TAKEDA
- ゲーム・デザイナー：KENICHI SUZUKI
- キャラクター・デザイナー：MAKOTO HIGA、NAOMI SATO
- プログラマー：MASAHIRO YOSHIHARA、YASUHIDE SAKAKURA
- ゲーム・ミュージック：J-WALK MITSUYASU（知久光康）

### 評価（『北斗の拳2』）
『ファミリーコンピュータMagazine』の読者投票による「ゲーム通信簿」での評価は以下の通りとなっており、30点満点中18.47点となっている。
| 項目 | キャラクタ | 音楽 | お買得度 | 操作性 | 熱中度 | オリジナリティ | 総合  |
| 得点 | 3.35       | 3.04 | 2.86     | 3.12   | 3.24   | 2.86           | 18.47 |

## 北斗の拳3 新世紀創造 凄拳列伝
1989年10月19日に東映動画より発売された。ジャンルは前作と異なりアクションからRPGに変わった。
内容は原作にほぼ近いストーリー展開となっている。前半はジードの襲撃にはじまり南斗六聖拳士、世紀末覇者拳王との戦い、後半は天帝編および修羅の国においてカイオウを倒すまでの全編2部構成にわたり、テレビアニメで映像化されたところまでがゲーム化されている。

### ゲームの特色（『北斗の拳3』）
ケンシロウがリンとバットなどを仲間に加えながら最大4人パーティで、ザコ敵を倒してレベルを上げボス戦に挑む。また、武器や防具なども購入しながら進行。離れた地域への移動は地図を購入し場所を覚えワープする方法が採用された。なお戦闘モード時は、ザコ戦のみパーティで戦うがボス戦は1対1で戦わなければならない。
なかでも戦闘シーンのBGMは趣向が凝らされ、4段階の音楽が用意されていて重要度に合わせて変化する。ザコ戦では一律同じの標準BGM、その後一般ボス戦闘モードのBGMが用意されるが、シン、サウザー、ファルコ、ハン、ヒョウの戦闘シーンでは専用のBGMとなり、更にラオウ、カイオウ戦でもBGMが変るという趣向をみせた。
なお、ケンシロウとパーティを組んだ特定のキャラクターも1対1の戦闘モードに登場、ラオウ対レイ、レイ対ユダ、ラオウ対トキの戦闘も忠実に再現。ただしオートバトルのイベントとして処理され操作はできない。
ストーリーは原作に近いが、キャラクターのグラフィックはアニメ版の顔に近い。

### 原作との違い
ゲーム進行の順番が原作と異なる場面や、若干の設定の違いが見られる。まず原作ではラオウとの交戦中に病に倒れて死亡したリュウケンが全編にわたって生存しており、ナレーション兼ケンシロウのステータス回復の役目を担っているほか、コウリュウ、ジュウケイ、黒夜叉なども直接パーティに加わらず奥義伝授のみに登場するため生存しているという異なる設定となっている。
さらに、シュウやリュウガをはじめ五車星（フドウ、リハク以外は省略）など重要な役割を担ったキャラクターが登場せず、天帝編ではアインとバスクが相棒になっているという設定、ファルコがケンシロウに敗れた時点で死亡、修羅の国編ではカイゼル対ケンシロウという原作で実現しなかった対決が組まれている、などが挙げられる。

### 主な登場人物
ケンシロウ
主人公。愛し、敬う者たちと出会い、戦い、別れを繰り返し成長を続ける北斗神拳伝承者。のちに世紀末救世主と呼ばれる。
リン
ケンが行き倒れとなった村で出会う少女。暴力の時代に心を閉ざしたがケンに懐きパーティに加わる。
バット
リンとともに最初にパーティに加わる少年。本作では忠実にケンに従い転戦する。
レイ
南斗水鳥拳伝承者。奴隷として売られた妹を探している際にケン一行と出会う。本作では牙一族討伐には加わらず、壊滅後にパーティに加わるという設定。
トキ
北斗の次兄、ラオウの弟。カサンドラに幽閉されているなかケン一行に救出される。ラオウの覇業に終止符を打つべく立ち向かったすえに敗れるが、本作では死亡せずそのまま生存しケン一行に進路を諭す。
フドウ
南斗五車星・山の拳士。ラオウの魔の手から南斗最後の将を守るためケンと力を合わせラオウに挑む。最後の将の正体がユリアであることをケンに告げる。
アイン
天帝編でケン一行と出会う賞金稼ぎ。はじめはエリアの長バスクと組んでいたが、娘のアスカをケンに救われた事実を知りバスクを裏切りケンに味方する。ケンと共に帝都に潜入しこれを崩壊させ、その後も原作とは異なり生存する。

### 主な敵キャラクター
シン
サザンクロスを建国しKINGと称する南斗聖拳伝承者。ユリアをめぐり姦計をめぐらせてケン一行の行く手を阻むが直接対決ののち敗北する。
カーネル
神の国ゴッドランドの指導者。オアシスの村を恐怖に陥れるがケンによって倒される。
ジャギ
北斗の三兄。かつてケンとともに北斗神拳を修行。本作では原作のような私情はなく、単にケンに成り代わろうというだけの名目で対峙。
アミバ
ジャッカルの姦計でトキが捕縛された後、彼になりすまし北斗神拳を習得した。本作ではケンに取って代わり北斗神拳伝承者の座を狙う存在として対峙。
ジャッカル
ケン一行の行く手を大きく脅かす悪党。だが、アミバと絡みトキをカサンドラへ幽閉するなど一連の拳王軍の動きに関与する向きも見られ、原作と異なり単なる悪党という扱いではなくなっている。
ウイグル
鬼の哭く街、カサンドラを守る獄長。巨漢にして鞭の使い手で泰山流双条鞭でケンを苦しめる前半の強敵のひとり。中でも蒙古覇極道に絶対の自信を持っている。
サウザー
帝王を自称し南斗の街を支配する南斗鳳凰拳伝承者。聖帝十字陵建設を目論み民衆を困惑させる。原作ではシュウに挑まれこれを退けてのち頂上の石を運ばせる役目を強いるが、本作ではシュウは端役程度の扱いのためその場面はない。師オウガイの存在は語られていないため十字陵の建設目的は単なる野望という形になっている。
ラオウ
北斗の長兄にして世紀末覇者・拳王を名乗る。各地を制覇し天下統一を狙いケンシロウと最終決戦を挑む。ただし、原作ではリュウケンを倒したことになっているが、本作ではリュウケンは生きており出奔理由が不明。レイ戦、トキ戦、南斗の城でのケンシロウ戦（いずれもオートバトル）、練気闘座での決戦と、最も多く戦闘モードに登場したボスキャラクター。
ソリア
ラオウ没後に台頭した天帝軍との戦いを描いた天帝編に登場。隻眼で元斗皇拳紫の将軍として君臨。原作ではファルコに次ぐ腕を持つと称されており逆徒討伐に赴いているが、本作ではケン一行がエリアを駆逐し進行する途中、エンカウントして戦闘するのみ。
ファルコ
元斗皇拳伝承者・金色の将軍。天帝に忠誠を誓うが全権を握るジャコウに操られ、邪念なきままケンと一騎討ちを挑む。原作では修羅の国に渡っているが本作ではケンに敗北後、天帝救出を託して死亡する。
総督ジャコウ
ケン一行を恐れ帝都地下に逃亡。原作とは異なり、追いつめられてケンによって倒されるという設定に変っている。天帝軍のボスだがザコキャラクター扱いで、通常の戦闘モードで登場し、兵士とともに複数で戦う。
アルフ
修羅の国の郡将であるカイゼルの居城にて、幾多の修羅との戦いで名前を名乗ることの許された修羅の一人。カイゼルの居城内でエンカウントでのみ出現する。修羅の国内の特定のエリア（過去に戦って倒した敵のボスキャラクターが登場する）のみにもエンカウントで出現するが、アインのデザインの色違いで出現する。
カイゼル
修羅の国の郡将。原作とは異なり、失踪したリンの手がかりを知るボロの依頼を受ける形でケンがカイゼルの城に乗り込む設定となっている。また3人の羅将の存在を明かす役割も担う。
ハン
修羅の国第三の羅将、北斗琉拳伝承者。リンを幽閉しているという設定でケンと対決するも、敗北後はケンが修羅の国で幼年期を過ごしたという過去を語りだすなど、原作と大きく異なる設定にされている。
ヒョウ
修羅の国第二の羅将、北斗琉拳伝承者。カイオウに記憶を操作されケンを仇と誤解し対峙する。その際、婚約者を手にかけられた恨みを述べる。また戦闘中、呪醒文を突き記憶を解除した段階で決着がつき、その後は正気に戻って秘孔 詞宝林を伝授する。原作ではその後、リンを守るためカイオウの陸戦隊と交戦し深手を負って彼の前に現れる役割を果たしたが、本作では戦闘後に死亡してしまう。
カイオウ
修羅の国第一の羅将、北斗琉拳伝承者。ゲーム中最終ボスの役割を担うが、最後の一度しか戦闘シーンに登場しない。原作では新世紀創造主を自称するが本作では世紀末覇王を名乗る。はじめは魔闘気を放つが、「宗家の秘拳」を使うと魔闘気が消え去る代わりに宗家の拳・凄妙弾烈を駆使しさらに強くなってしまうトラップがある。

### スタッフ（『北斗の拳3』）
- エグゼクティブ・プロデューサー：平尾三喜
- プロデューサー：SHOICHIRO IDE
- アシスタント・プロデューサー：YOSHIHIKO TAKEDA
- デザイン：KENICHI SUZUKI、MAKOTO HIGA
- プログラマー：MASAHIRO YOSHIHARA、YASUHIDE SAKAKURA
- ミュージック：J-WALK MITSUYASU（知久光康）
- エフェクト・サウンド：YAYOI SUZUKI

### 評価（『北斗の拳3』）
『ファミリーコンピュータMagazine』の読者投票による「ゲーム通信簿」での評価は以下の通りとなっており、30点満点中21.15点となっている。また、同雑誌1991年5月10日号特別付録の「ファミコンロムカセット オールカタログ」では「原作に近い内容になっていて、登場キャラは誰もが知っているキャラばかり、さらに戦闘シーンはド迫力のスゴサだ」と紹介されている。
| 項目 | キャラクタ | 音楽 | お買得度 | 操作性 | 熱中度 | オリジナリティ | 総合  |
| 得点 | 3.92       | 3.31 | 3.35     | 3.44   | 3.70   | 3.43           | 21.15 |

## 北斗の拳4 七星覇拳伝 北斗神拳の彼方へ
1991年3月29日、東映動画より発売された。ジャンルは前作に引き続きRPGだが、今回は主人公をケンシロウから北斗神拳伝承者を目指す一人の少年（名前は各自が設定）になっており、ストーリーも完全にオリジナルである。原作の舞台から十数年後の時系列で、ラオウやファルコの遺児が登場する他、レイ、シュウなど原作ゆかりの南斗のキャラクターの墓標も登場する。
また、バット、リン、リハクの北斗レジスタンス軍のキャラクターがそのまま登場するほか、後半ではケンシロウも登場する。
ファミリーコンピュータ版最終作であり、5作目からはスーパーファミコン用としてリリースされた。

### ゲームの特色（『北斗の拳4』）
前作同様仲間を加え、最大4人パーティで冒険を進める。ザコ戦のみ戦闘時は集団で戦える（まれにボス級のキャラクターでもザコ戦の様式で戦う）が、ボス戦は前作同様1対1で戦わなければならない。また、BGMは最終ボスまで共通している。一方、敵・味方とも、戦闘時は攻撃に入るときに掛け声が台詞として入り、独自に設定された断末魔も表示されているという作りとなっている。
一方、武器、防具はこまめに買い換えなければレベルの高い敵には通用しないという処理になっており、ダンジョンの難易度や長さも高くなりクリアには相当程度の時間を要する。

### 味方キャラクター
主人公
マレードの村に住む拳士を志す若者。修行から帰ったが村は盗賊に襲われ壊滅。親も殺され為この世の悪を憎みその手で倒す旅に出る。後に腕に七つの星の痣を持つ北斗宗家の男と判明し北斗神拳伝承者を目指す。
かぜまる
主人公の最初の仲間となる少年で、北斗宗家に仕える従者。
リュード
主人公と同じ北斗宗家の男。すでに北斗神拳をある程度修めており、パーティに加わった時点で経験値が高く、強力なパートナーとなる。後に悲運の将の件で主人公と対立しパーティを離脱。
ルギー
南斗水鳥拳伝承者。義の星の男。先代伝承者レイを慕う。はじめ主人公達を村を襲った盗賊と勘違いし襲ってくるが、誤解が解けた後は友となり主人公に対し義を貫く。
ジンギ
南斗白鷺拳伝承者。仁の星の男。一時代を築いたシュウに劣らぬほどの才を持つ。裏南斗六星メルドの部下に妹を人質に取られ闘技場で戦わされている。
リュウ
ラオウの遺児。ケンシロウとは幼少時に面識があるという設定。主人公に力を貸すがのち強力なライバル関係となる。
ミッシュ
元斗皇拳伝承者を目指す拳士でファルコとミュウとの間の子。銀色の手を持つ。
カイン
ガルグを倒すために一行に加わる男。正体は裏南斗悲運の将、五車星の一人。「ごっしゃ〜」という掛け声で攻撃する。
悲運の将
裏南斗六星最後の将。ユリアの妹。ケンシロウの眠る水晶殿の場所を知っているがガルグにより記憶を封じられている。協力的で記憶がよみがえると主人公達に水晶殿へと進むために必要な慈母の星を授けてくれる。
黒夜叉
ケンシロウの従者。かぜまるの師匠でもある。水晶殿にて眠るケンシロウを守っている。原作でヒョウと共にカイオウ陸戦隊と戦い死亡したはずだが、存命の理由は特に語られていない。
ケンシロウ
北斗神拳正統伝承者。度重なる戦いにより傷つき水晶殿にて眠りについている。

### 敵キャラクター
デカン
世が乱れケンシロウも失踪し救世主不在の混乱期、いち早く北斗神拳伝承者を名乗り辺境の村を支配する。北斗宗家の人間を恐れており、あらゆる策を弄して主人公一行を妨害。主人公と最初に戦うボスキャラクターで、あっさり敗北したが、その後ジャギから北斗神拳を学んだことを吐露し死亡する。
死神三兄弟
通称ブルー、ホワイト、レッド。事あるごとに悪事に絡む小悪党で主人公と何度もまみえるが命を助けられる。後半、仲良し三兄弟と称して現れ主人公一行を助け善玉となる異色のキャラクター。
バラム
裏南斗六星拳・牙炎拳伝承者。邪悪の星を司る男。ピュアビレッジの村に続くダムの水をせきとめ、村人を苦しめている。討伐に来たアインの娘、アスカの婚約者ジェイムを惨殺した。
メルド
裏南斗六星拳・赤蛇拳伝承者。呪いの星を司る男。呪いの力であらゆる攻撃を受け付けず、倒すには対極の星である義の星の男、水鳥拳のルギーが断己相殺拳を使用するしかない。
ハンジャー
裏南斗六星拳・吸血拳伝承者。狂乱の星を司る男。かつてのユダのように部下を使い、様々な村から女をさらっている。ある村の村人には変態ではないかと噂されている。
デルモン
裏南斗六星拳・白豹拳伝承者。嘲りの星を司る男。ガルグを倒すことのできる南斗鳳凰拳最終奥義を封じるため聖帝十字陵を守っている。はじめは協力を申し出てくるが罠であり、騙まし討ちでジンギの目をつぶし視力を奪う。
ガルグ
裏南斗六星拳・竜王拳伝承者。大凶の星を司る男。2000年の歴史を誇り南斗に虐げられ日の目を見なかった裏南斗再興を狙う野望の持ち主。サウザーとは表裏の星であり、サウザーの拳でなければ倒すことができないという秘密を持つ。ゲーム中盤の最大の強敵。
赤サソリ
裏南斗六星ガルグに仕える男。北斗が再び現れるのを恐れたガルグの命により、北斗宗家である主人公のいる村を襲い、母親を殺害した張本人。
レガン
裏南斗悲運の将・親衛隊長。悲運の城の門を守る屈強の拳士。
サガン
元斗琉拳創始者・伝承者。北斗琉拳を制圧し元斗と融合を果たす。ミッシュの母ミュウの命を奪い、更には北斗宗家を滅亡させるため元斗を唆し、頂点に君臨することを狙った。
ロドス
魔天王の侵攻隊長を任されている中ボス。想像を絶する強さの魔天王を別として、誰も勝ったものがいないとされる拳士。
魔天王
世界制覇を狙う謎の支配者。自ら創始した天帝拳という剛拳を使用する。カイオウ一族とされるが出自は最後まで不明。世界中の流派を征服し、誓約文を集めることを喜びとしている。
覇拳王
本作のラストボス的存在。新世紀絶対者。非情の拳と称する自らの拳才に絶対の自信を持ち、自身の拳を天・絶・極に例えている。長いダンジョン最後の城をクリアした後の戦闘であり、相当な苦戦を強いられる。その正体はリュード。